# Kuatuniana
Kuatuniana is een kevergeslacht uit de familie van de boktorren (Cerambycidae). De wetenschappelijke naam van het geslacht werd voor het eerst geldig gepubliceerd in 2002 door Hua.

## Soorten
Kuatuniana is monotypisch en omvat slechts de volgende soort:
- Kuatuniana subasperata (Gressitt, 1951)